# Teresa Cardona i Soriano
Teresa Cardona Soriano (Barcelona, 22 de novembre de 1975 - Costa d'Ivori, 22 de juny de 2019) va ser una professora i educadora que el 2018 va fundar amb una activista de Costa de Marfil el projecte de voluntariat Anitie Kossobe perquè alumnes de segon de Batxillerat i universitàries contribuïssin a l'educació de nens del país africà. Era numerària de l'Opus Dei. Va morir en un accident de trànsit el 2019.
Va ser la més petita d'una família de set germans i va estudiar a l'escola Canigó. Llicenciada en Dret per la Universitat de Navarra, va decidir dedicar-se a l'educació. Va ser subdirectora d'ESO a l'escola Canigó de Barcelona des del 2006 i directora del Col·legi Major Universitari Bonaigua, dues entitats que tenen l'orientació cristiana encarregada a l'Opus Dei.
El 2018 va fundar amb una activista de Costa d'Ivori el projecte de voluntariat Anitie Kossobe perquè alumnes de segon de Batxillerat i universitàries eduquessin nens del país africà. En concret les voluntàries del projecte del 2019, que havia de durar dues setmanes, havien de pintar l'escola, educar sobre la higiene i ensenyar idiomes als nens del Centre Diocésain Catholique.
Va morir el 22 de juny del 2019 en un accident de trànsit a Costa d'Ivori quan es dirigia amb un grup de voluntàries a un campament d'estiu d'ajuda als necessitats. Dos microbusos formaven l'expedició de 27 voluntàries d'entre 17 i 20 anys i tres monitores que es traslladava d'Abidjan a Yamoussoukro. A l'accident, que es va produir quan va bolcar un dels dos microbusos, també hi va haver deu ferides lleus, algunes de les quals van ser traslladades a un hospital proper a Yamoussoukro i altres a la ciutat. De les 27 voluntàries, 24 van arribar a Barcelona dimarts 25 de juny del 2019. Es preveia repatriar el cos de Cardona el dimecres 26 de juny.
El ministre d'Exteriors espanyol, Josep Borrell, va lamentar la mort i va dir que el personal de l'ambaixada treballava en la seva assistència. La Casa del Rei va expressar el seu pèsam i va traslladar el suport a la família. El conseller d'Educació, Josep Bargalló, i el d'Exteriors, Alfred Bosch, també es van a disposició del centre i de les famílies i van expressar el seu condol. El president de la Generalitat, Quim Torra, també es va posar a disposició dels afectats. El prelat de l'Opus Dei, Fernando Ocáriz, també va enviar un missatge de condol a la família.